# Cantó de Beaufort-en-Vallée
El cantó de Beaufort-en-Vallée és una divisió administrativa francesa del departament de Maine i Loira, situat al districte d'Angers. Té sis municipis i el cap es Beaufort-en-Anjou.

## Municipis

### Abans 2015
- Brion
- Beaufort-en-Vallée
- Corné
- Fontaine-Guérin
- Gée
- Mazé
- La Ménitré
- Saint-Georges-du-Bois

### 2016
- Beaufort-en-Anjou
- Baugé-en-Anjou
- La Pellerine
- Les Bois-d'Anjou
- Mazé-Milon
- Noyant-Villages

## Història
| Data d'elecció                           | Identitat                | Partit                         | Qualitat |
| ---------------------------------------- | ------------------------ | ------------------------------ | -------- |
| 1945-1965                                | Guy de Rosemont          | Divers droite, després UNR     |          |
| 1965-1991                                | Roger Serreau            | Divers droite, després UDF-CDS |          |
| 1991-2002                                | Jean-Charles Taugourdeau | RPR                            |          |
| 2002-2015                                | Marie-Pierre Martin      | UMP                            |          |
| les dades anteriors no són pas conegudes |                          |                                |          |
|                                          |                          |                                |          |

## Consellers departamentals
| Data d'elecció | Identitat           | Partit        | Qualitat |
| -------------- | ------------------- | ------------- | -------- |
| 2015 -         | Philippe Chalopin   | Divers droite |          |
| 2015 -         | Marie-Pierre Martin | LR            |          |

## Demografia
| A partir de 1990: Població sense dobles comptes |